# NXT TakeOver: Vengeance Day
NXT TakeOver: Vengeance Day war eine Wrestling-Veranstaltung der WWE, die auf dem WWE Network ausgestrahlt wurde. Sie fand am 14. Februar 2021 im Capitol Wrestling Center in Orlando, Florida, Vereinigte Staaten statt. Es war die 33. Austragung einer NXT-Großveranstaltung unter dem Namen NXT TakeOver seit Mai 2014 und die erste im Jahr 2021.

## Hintergrund
Im Vorfeld der Veranstaltung wurden fünf Matches angesetzt.
Diese resultierten aus den Storylines, die in den Wochen vor NXT TakeOver: Vengeance Day bei NXT, der wöchentlich auf dem WWE Network ausgestrahlten Show der Entwicklungs-Liga der WWE gezeigt wurden.

## Ergebnisse
| Matchart                                             |                                |      |                                                         | Zeit  |
| ---------------------------------------------------- | ------------------------------ | ---- | ------------------------------------------------------- | ----- |
| Tag-Team-Match                                       | Dakota Kai und Raquel González | bes. | Shotzi Blackheart und Ember Moon                        | 17:39 |
| Singles-Match um die NXT North American Championship | Johnny Gargano (C)             | bes. | Kushida                                                 | 24:50 |
| Tag-Team-Match                                       | MSK (Wes Lee & Nash Carter)    | bes. | The Grizzled Young Veterans (James Drake & Zack Gibson) | 18:26 |
| Triple-Threat-Match um die NXT Women’s Championship  | Io Shirai (C)                  | bes. | Mercedes Martinez und Toni Storm                        | 12:15 |
| Singles-Match um die NXT Championship                | Finn Bálor (C)                 | bes. | Pete Dunne                                              | 25:10 |

| Funktion      | Name           |
| ------------- | -------------- |
| Kommentatoren | Wade Barrett   |
| Kommentatoren | Vic Joseph     |
| Kommentatoren | Beth Phoenix   |
| Pre-Show      | Wade Barrett   |
| Pre-Show      | Sam Roberts    |
| Pre-Show      | Brandon Walker |

## Besonderheiten
- Aufgrund der Corona-Pandemie wurde der Pay-Per-View vor virtuellen und einigen vor Ort anwesenden Zuschauern ausgetragen.
- LA Knight gab sein Debüt während der Pre-Show.[2]